# BBCワールドニュース・アメリカ
『BBCワールドニュース・アメリカ』（BBC World News America）は、BBCニュースによってアメリカの視聴者向けに製作される報道番組である。BBCのワシントンD.C.支局のスタジオから、同局特派員のキャティ・ケイ（en:Katty Kay）やローラ・トレベリアン（en:Laura Trevelyan）らがプレゼンターを務める。放送時間は月曜日から金曜日までのグリニッジ標準時（GMT）23:00、アメリカ東部標準時（ET）19:00、日本標準時（JST）では午前9時から（夏時間採用時は午前8時から）の1時間となる。
番組名の通りアメリカに関する話題を主に取り上げる。また、アメリカに関する大きな事件やイベント（例えば米大統領選挙関連等）が発生した際には、『BBCニュース・スペシャル』と題して時間を大幅に拡大した上で放送されることもある。
番組のテーマソングやBGMを、BBCニュース全体のテーマソング作曲を手掛けるデヴィッド・ロウが引き続き担当。当番組向けに新しく書き下ろしている。北米・日本を含む全世界向けにBBCワールドニュース、イギリス国内ではBBC News Channelで視聴可能。アメリカ国内ではPBS系列局等でも視聴できる。日本ではDlifeでも視聴可であった。

## 概要
当番組はBBCワールドニュースで世界中に放送されており、ワシントンD.C.のPBS系列局であるWETA-TVとの契約により、全米のPBS系列局と一部の非営利教育（NCE）独立テレビ局に配信されている。2019年6月まで、ロサンゼルスを拠点とするNCEテレビ局・KCETがこの配信を扱っていた。
放送開始から2011年3月25日まで、当番組は当初、60分放送を維持し、アメリカのBBCアメリカと国際ニュースチャンネル・BBCワールドで同時放送として放送され、最初の30分（テープ遅れネット）はイギリス国内のニュース専門チャンネル・BBC News Channelで一晩中放送された。当番組は同年3月28日に30分放送に短縮され、BBCアメリカから撤退した。2016年10月31日、5年間の休止を経て、BBC News Channelでの放送を再開し、現在は、イギリスとアメリカで標準時が変わる間の11月の1週間と3月の1週間、21:30（GMT）に同チャンネルで放送されている。
2018年6月11日から同年7月26日まで、月〜木曜日まで（英国夏時間が有効な場合）、同番組は世界中の視聴者向けに最初の30分版を一時的に放送した（完全版が放送されている南北アメリカを除く）。その後、同年8月から、通常の1時間に戻された。

## 特別放送
場合によっては、当番組は、ニュース速報の放送が原因で、その時間の放送がいくつかのスニペットに中断されている（例:2007年に起きた、遊説中のパキスタン元首相・ベーナズィール・ブットーへの自爆テロによる暗殺未遂）。しかし、2008年のアメリカ大統領選挙の予備選挙と党員集会の場合、当番組は3時間（例:2008年のアイオワ州党員集会）、最大6時間に延長され（例:2008年のスーパー・チューズデー）、1人のホストが伝えていた。『BBCワールドニュース・アメリカ』はまた、3つの大統領選挙討論会と唯一の2008年アメリカ合衆国副大統領選挙討論会を取り上げた。

## 出演者

### 現在
| 年          | プレゼンター           | 役割   |
| ----------- | ---------------------- | ------ |
| 2007 - 現在 | キャティ・ケイ         | メイン |
| 2012 - 現在 | ローラ・トレベリアン   | メイン |
| 2010 - 現在 | ジェーン・オブライエン | 代行   |
| 2010 - 現在 | ミシェル・フルーリー   | 代行   |
| 2018 - 現在 | ナダ・タウフィク       | 代行   |
| 2020 - 現在 | ラリー・マドウォ       | 代行   |

現在、キャティ・ケイがメインプレゼンターを務めている。ローラ・トレベリアンも定期的に当番組を担当している。

### 過去
- マット・フレイ（メイン、2007〜2012）
- フィリッパ・トーマス （代行、2007〜2009）
- ラジニ・ヴァイディヤナサン（代行）

## 受賞

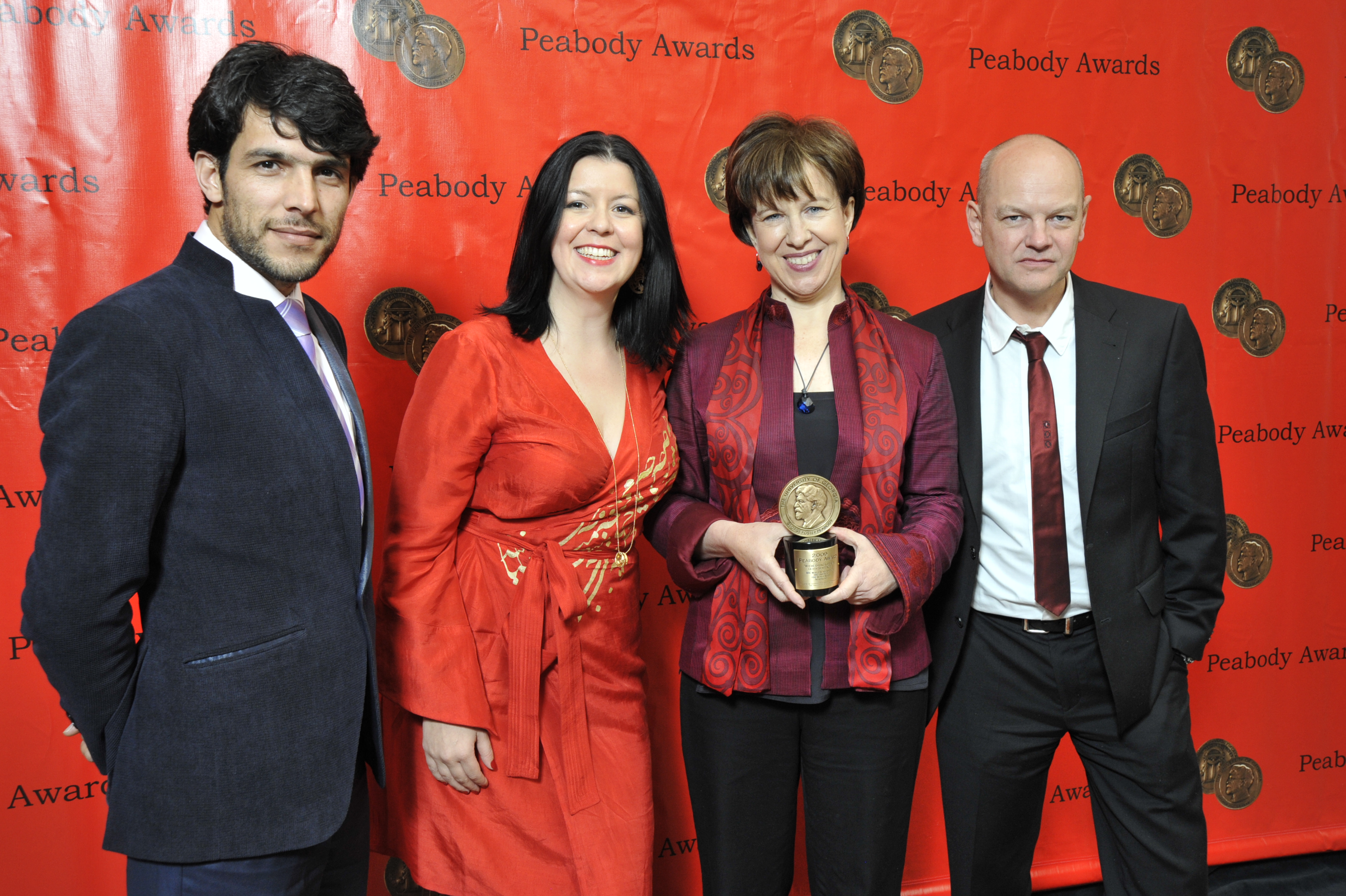
2010年に、当番組とドキュメンタリー『Where Giving Life Is a Death Sentence』が第69回ピーボディ賞を受賞した際のトニー・ジョリフ、メラニー・マーシャル、ライス・ドーセット、ショアイブ・シャリフィ。

『BBCワールドニュース・アメリカ』は、いくつかのピーボディ賞を受賞している。2007年には「白馬村」で受賞した。2010年、『BBCワールドニュース・アメリカ』は2度目のピーボディ賞を受賞した。この番組には「ユニークな放送、ユニークな視点」と呼ばれる賞が1つ与えられ、「米国がこれまでになかったような毎晩のニュース放送であり、私たちの行動と懸念をグローバルな文脈に置いている」と説明された。2番目の受賞は、ドキュメンタリー『Where Giving Life Is a Death Sentence』 だった。この番組は、『Inside Syria's War』で「シリア紛争の恐ろしさを世界に間近で見るために必要な資源を捧げ、命を危険にさらした」ことで、2014年に別のピーボディ賞を受賞した。